# Menippidae
Menippidae là một họ cua thuộc bộ Decapoda.

## Các chi
- Menippe De Haan, 1833
- Myomenippe Hilgendorf, 1879
- Pseudocarcinus H. Milne-Edwards, 1834
- Ruppellioides A. Milne-Edwards, 1867
- Sphaerozius Stimpson, 1858